# Джон Форбс (яхтсмен)
Джон Форбс (англ. John Forbes, 29 січня 1970) — австралійський яхтсмен.
Учасник Олімпійських Ігор 1992 року.